# 海軍区
海軍区（かいぐんく）は、大日本帝国海軍行政上の区画である。

## 概要
1886年（明治19年）に制定された「海軍条例」（明治19年勅命24号）で、大日本帝国の海上および陸上（内陸部を含む）を第一から第五までの海軍区に分け、各海軍区ごとに軍港を設け、各軍港ごとに海軍区を所轄する鎮守府を置くことが定められた。ただし、実際には第五海軍区（北海道・青森県）を管轄する鎮守府（設置場所は室蘭に内定していたが、後に大湊へ変更）は設置しないこととなり、第一海軍区の所轄となった。以下に、1940年（昭和15年）1月時点の海軍区を示す。
第一海軍区
横須賀鎮守府　東京府、青森、秋田、岩手、宮城、福島、茨城、千葉、栃木、群馬、埼玉、神奈川、山梨、静岡、愛知、長野、岐阜、三重の諸県、北海道および樺太。
第二海軍区
呉鎮守府　大阪府、奈良、和歌山、兵庫、岡山、広島、山口、香川、徳島、高知、愛媛、宮崎、大分および福岡の各県。
第三海軍区
佐世保鎮守府　第二海軍区に属するものを除いた福岡県、宮崎県ならびに佐賀、長崎、熊本、鹿児島、沖縄の各県、朝鮮、台湾。
第四海軍区
舞鶴鎮守府　京都府、山形、新潟、富山、石川、福井、滋賀、兵庫、鳥取および島根の各県。
関東州は関東州海軍区と称し佐世保鎮守府が所轄した。南洋群島委任統治区域は南洋海軍区と称し横須賀鎮守府が所轄した。
舞鶴鎮守府が要港部に格下げとなっていた1923年（大正12年）から1939年（昭和14年）までは、第四海軍区の所轄は第二海軍区に編入されていた。
戦後、海上自衛隊には海軍区に類似する地域区分として5つの警備区域と地方隊が設けられた。各地方隊の管轄組織である地方総監部（大日本帝国海軍における鎮守府に相当）は鎮守府所在地であった4港に加え、鎮守府設置が計画のみに終わった大湊（1941年に鎮守府と同格の警備府となったが、鎮守府と異なり固有の所属艦艇を持たなかった）に置かれている。なお、第一海軍区が横須賀警備区と大湊警備区に分割されたこと以外にも、海軍区と地方隊の管轄地域には若干の違いがあり全くの同一ではない（詳細は各地方隊の項目を参照）。2025年に、大湊警備区は横須賀警備区に統合された。